# River Trothy
River Trothy är ett vattendrag i Storbritannien.   Det ligger i riksdelen Wales, i den södra delen av landet, 180 km väster om huvudstaden London.